# Katherine Langford

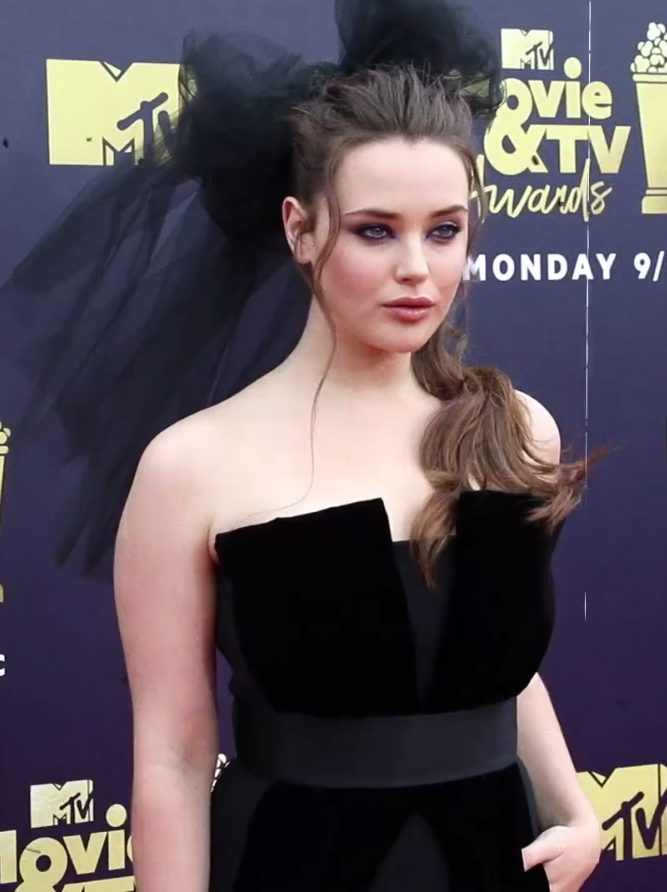
Katherine Langford (2018)

Katherine Langford (ur. 29 kwietnia 1996 w Perth) – australijska aktorka, która grała m.in. w filmie Na noże i serialu Trzynaście powodów.

## Wczesne życie i edukacja
Katherine Langford urodziła się w Perth w Australii. Langford jest najstarszą córką lekarzy, Elizabeth i Stephena Langfordów. Uczęszczała do Penrhos College i do szkoły średniej w St Hilda's, a także do Perth Modern School. Jest siostrą aktorki Josephine Langford.
Od 2014 do 2015 roku, Langford studiowała na Principal Academy of Dance & Theatre Arts na kierunku muzyka teatralna. Tam pojawiła się w musicalu Godspell, gdzie grała Morgan. Była wtedy jedną z pięciu aktorów, którzy wzięli udział w projekcie "Advanced Actors Residency" instytutu NIDA w 2015. W tym samym roku zagrała również rolę kochanki Juana Peróna w produkcji Evita w Koorliny Arts Centre w Perth.

## Kariera
Langford grała początkowo w niezależnych filmach: Córka i Imperfect Quadrant. W pierwszym z nich, który zadebiutował na Festiwalu w Cannes w 2016 roku, zagrała główną rolę - Scarlett.
Przełomem w jej karierze był występ w serialu Trzynaście powodów wyprodukowanym przez Netflix. Zagrała w nim jedną z głównych ról, Hannah Baker.

## Filmografia
| Rok  | Tytuł                               | Rola                 | Uwagi               |
| ---- | ----------------------------------- | -------------------- | ------------------- |
| 2016 | Daughter                            | Scarlett             | krótkometrażówka    |
| 2016 | Imperfect Quadrant                  | Ruby                 | krótkometrażówka    |
| 2017 | Trzynaście powodów (13 Reasons Why) | Hannah Baker         | serial, główna rola |
| 2017 | The Misguided                       | Vesna                |                     |
| 2018 | Twój Simon (Love, Simon)            | Leah Burke           |                     |
| 2019 | Na noże (Knives Out)                | Megan "Meg" Thrombey |                     |
| 2020 | Przeklęta (Cursed)                  | Nimue                | serial, główna rola |
| 2020 | Spontaneous                         | Mara                 |                     |
| 2022 | Savage River                        | Miki Anderson        | serial, główna rola |